# Armée de la Libération (Belgique)
Pour les articles homonymes, voir Armée de libération.
L'Armée de la Libération était un mouvement de la résistance intérieure belge durant la Seconde Guerre mondiale né à la fin de l'année 1940 dans la mouvance des démocrates-chrétiens.

## Fondation
L'armée belge de la Libération est fondée à Liège, par des militants qui en recrutèrent les membres au sein des mouvements de jeunesse et des syndicats démocrates-chrétiens. L'A.L. s'appuya également sur un important contingent issu des forces de police ou de la gendarmerie.
Le premier commandant national du groupe fut l'ancien ministre, Antoine Delfosse qui assura cette charge jusqu'à son départ pour Londres à l'été 1942. À la suite de ce départ, il fut remplacé par Pierre Clerdent. Durant l'année 1942, le réseau s'étendit tant au sud qu'au nord du pays. Il intégra ainsi la Belgisch Vrijwilligerslegioen qui s'était constituée sur les mêmes bases. La province de Liège resta cependant le terrain d'action privilégié de l'Armée de la Libération.

## Action
- Presse clandestine: édition du journal La Vérité
- Le renseignement
- Le secours aux réfractaires, aux clandestins, aux populations juives
- Le sabotage

Le groupe s'illustra lors de la libération de Liège et fut à l'origine de la création, après guerre de l'Union démocratique belge.